# Safia Ketou
Safia Ketou, pseudônimo de Rabhi Zohra (Aïn Séfra, 15 de novembro de 1944 — Alger, 29 de janeiro de 1989) foi uma escritora, poeta e dramaturga argelina, uma das mais proeminentes escritoras do país na pós-independência da França e a primeira escritora de ficção científica da Argélia.

## Biografia
Safia nasceu em 1944, em Aïn Séfra, na província de Naâma, na Argélia. Foi professora do ensino fundamental de 1962 a 1969, quando se mudou para a capital Alger. Lá tornou-se jornalista e trabalhou para diversos jornais importantes da capital, como o APS (Serviço de Imprensa da Argélia), Horizon, Algérie Actualité.
Enquanto trabalhava como jornalista, Safia conheceu diversos escritores e já sendo poeta na época, ela começou a se arriscar a escrever peças de teatro e contos e novelas, principalmente de ficção científica. Safia Ketou é a primeira escritora argelina a ter escrito histórias de ficção científica. Sua escrita está carregada de sentimentos pós-independência do país, em 1962. Seus temas variam amor, política, patriotismo, ficção científica e várias questões sociais; seus textos também contêm muitos elementos autobiográficos. Foi membro da União dos Escritores Argelinos.
Safia escreveu também vários livros infantis em uma série chamada Rose Des Sable. Sua coletânea de poesia, chamada Amie Cithar, foi publicada em 1979. Uma peça, chamada Asma, foi escrita no mesmo ano. Sua coletânea de contos de ficção científica, La Planète Mauve et Autres Nouvelles, foi publicada em 1983. No Canadá foi publicada como The Mauve Planet. Esta coletânea tem vários contos que se passam no espaço, que desafiam espaço e tempo, lugares míticos e povos estranhos, escritos entre 1962 e 1978.

## Morte
Safia Ketou cometeu suicídio em 29 de janeiro de 1989, em Alger ao saltar da ponte sobre o Boulevard Che Guevara, próximo à sede da APS e foi sepultada no cemitério de Sidi Boudjemaa, em Aïn Séfra.

## Obras publicadas
- Amie cithare (poesia) 1979
- La Planète mauve et autres nouvelles (contos) 1983